# Блиер, Борис Миронович
Борис Миронович Блиер (31 мая 1905, Одесса — 1968, Астрахань) — советский учёный в области теплофизики, технической термодинамики и абсорбционной холодильной техники, доктор технических наук (1940), профессор (1941).

## Биография
Родился 31 мая (по старому стилю) 1905 года в Одессе, где его отец, одесский мещанин Мирон Липович Блиер (31 мая 1876 — ?), был владельцем магазина галантереи и музыкальных инструментов на Еврейской улице, дом № 49. Мать — Гитл (Гитля) Элевна Блиер (в девичестве Прицкер, 1876—?), дочь белоцерковского мещанина. Родители заключили брак в Одессе 30 мая 1904 года.
В 1929 году окончил энергетический факультет Одесского индустриального института. Работал начальником технического отдела машиностроительного завода имени 25 Октября в Первомайске и одновременно преподавал в Первомайском индустриальном техникуме. В 1932—1941 годах — старший научный сотрудник Украинского научно-исследовательского холодильного института в Одессе. Начал научную деятельность под руководством директора холодильного института и заведующего кафедрой общей теплофизики С. Д. Левенсона; в результате этих работ в 1938 году был утверждён в звании кандидата технических наук без защиты диссертации. Диссертацию доктора технических наук по теме «Новые процессы и циклы с термохимической компрессией и их термодинамический анализ» защитил в 1940 году. В 1941—1948 годах работал в эвакуации в Тбилиси и Семипалатинске, затем в Москве.
В 1948—1968 годах работал в Астраханском институте рыбной промышленности и хозяйства (профессор и заведующий основанной им кафедры холодильных и пищевых машин (1949), декан механического факультета и факультета промышленного рыболовства); создал в этом вузе научную школу по теории разработки и испытаниям абсорбционных холодильных машин.
Основные научные труды в области процессов и аппаратов абсорбционных холодильных установок. Создал две «школы абсорбционной техники» в СССР: одесскую и астраханскую
Среди учеников — дважды Герой Социалистического Труда А. Э. Нудельман, лауреат трёх Сталинских, Ленинской и двух Государственных премий СССР.

## Семья
- Сын — Мирон Борисович Блиер (1945—2019), занимал руководящие должности в администрации Астраханской области, автор книг «Конспект по жизни» (1999) и «Больной Маг, или Обретение Либидо» (2004).
  - Внучка — Марианна Мироновна Блиер (род. 1976), австрийская художница и скульптор, кандидат экономических наук (2002).

## Монографии
- Некоторые вопросы теории и расчёта мокрых периодических абсорбционных машин. Одесса: Украинский научно-исследовательский холодильный институт, 1937. — 95 с.
- Теоретические основы проектирования абсорбционных термотрансформаторов (с А. В. Вургафтом). М.: Пищевая промышленность, 1971. — 203 с.

## Публикации
- Опыт построения расчёта ректификатора для абсорбционной холодильной установки. М.—Л.: Пищепромиздат, 1934.
- Расчёт поглотителей водно-аммиачных холодильных абсорбционных установок. М.—Л.: Пищепромиздат, 1934.
- Основные проблемы развития абсорбционных холодильных установок. М.—Л.: Пищепромиздат, 1935.
- Абсорбционная установка в энергетике тепло-хладо-электроцентрали. М.—Л.: Пищепромиздат, 1936.
- Об увеличении теплового коэффициента абсорбционных холодильных установок. М.—Л.: Пищепромиздат, 1936.
- Новые пути комплексного производства холода, тепла и электроэнергии на типовом мясокомбинате (с В. Н. Кефером). М.—Л.: Пищепромиздат, 1936.